# Bataille de Placito
Guerres apaches
Guerre de Sécession
Batailles
Combats dans l'Arizona confédéré
- Mesilla (1re)
- Tubac
- Cooke's Canyon
- Florida Mountains
- Gallinas Mountains
- Placito
- Pinos Altos
- Canada Alamosa
- Valverde
- Stanwix Station
- Picacho Pass
- Dragoon Springs (1re)
- Dragoon Springs (2e)
- Tucson
- Mesilla (2e)
- Apache Pass
- La Paz

- Point of Rocks (en)
- Wagon Mound (en)
- Combat de Bell (en)
- Cieneguilla (en)
- Ojo Caliente Canyon (en)

- Diablo Mountains (en)
- Expédition d'Antelope Hills (en)
- Little Robe Creek (en)
- 1re Adobe Walls

- Cooke's Spring (en)
- Expédition de Bonneville (en)
- Madera Canyon (en)
- Mimbres River (en)
- Affaire Bascom
- Tubac
- Cooke's Canyon
- Florida Mountains
- Gallinas Mountains
- Placito
- Pinos Altos
- 1re Dragoon Springs
- 2e Dragoon Springs
- Apache Pass
- Big Bug
- Mowry (en)
- Mount Gray
- Doubtful Canyon
- Fort Buchanan

- Pipe Spring

- Camp Grant
- Wickenburg
- Burro Canyon
- Tonto Basin
- Salt River Canyon
- Turret Peak (en)
- Sunset Pass (en)

- Yellow House Canyon (en)

- Ojo Caliente
- Las Animas Canyon
- Hembrillo Basin (en)
- Alma (en)
- Fort Tularosa (en)
- Carrizo Canyon (en)

- Cibecue Creek
- Fort Apache (en)
- McMillenville (en)
- Big Dry Wash
- Lordsburg Road
- Devil's Creek (en)
- Little Dry Creek (en)
- Nacori Chico
- Bear Valley (en)
- Pinito Mountains

- Kelvin Grade (en)
- Cherry Creek (en)
- Guadalupe Canyon (en)

La bataille de Placito est un engagement qui eut lieu le 8 septembre 1861 entre des colons mexicains, des soldats confédérés et des guerriers apaches. Elle s'est déroulée dans le village de Placito, désormais abandonné, dans l'Arizona confédéré. L'affrontement fait partie des guerres apaches du milieu à la fin du XIXe siècle.

## Bataille
À la suite du massacre des Gallinas, le lieutenant John Pulliam de la garnison confédérée du fort Stanton, revient de sa patrouille dans les montagnes des Gallinas où il est allé rechercher les trois soldats morts, massacrés une semaine plus tôt.
Il arrive au fort Stanton, le 8 septembre 1861. Le soir même, une dépêche arrive de Placito, une colonie espagnole occupée par des colons mexicains.
La dépêche détaille une attaque apache en cours contre la ville, à une quinzaine de kilomètres au-dessous du fort. Pulliam reçoit l'ordre de partir pour le village avec quinze hommes pour aider à protéger ses citoyens.
Après être arrivés dans la nuit, Pulliam, ses quinze hommes et un nombre inconnu de mexicains, repoussent les Apaches hors de la ville puis résistent aux Apaches toute la nuit un peu plus loin. Finalement, les Amérindiens abandonnent et se retirent dans le désert avoisinant.
Les victimes ne sont pas dénombrées, sauf pour les Apaches qui ont eu au moins cinq hommes tués par l'équipe de Pulliam. Un nombre inconnu d'Apaches blessés ont fui les combats. Le lieutenant et ses hommes arrivent au fort Stanton le lendemain après-midi.